# Pseudocharopa
Pseudocharopa ist eine auf der Lord-Howe-Insel endemische Landlungenschneckengattung aus der Familie Charopidae. Sie umfasst drei Arten, von denen eine möglicherweise ausgestorben ist und die anderen beiden vom Aussterben bedroht sind.

## Merkmale
Die Arten der Gattung Pseudocharopa haben eine Gehäusehöhe von 5,5 bis 8,3 mm und einen Gehäusedurchmesser von 8,3 bis 17,7 mm. Die Gehäusefärbung ist flammfarben mit einer orangebraunen und cremefarbenen Zickzack-Musterung. Die Gehäuseform ist ohrenförmig mit einer flachen bis mäßig niedrigen Spindel. Einige Individuen haben eine schnell ansteigende letzte Windung. Die Windungen sind über der Peripherie abgeflacht oder haben Furchen, die sich oberhalb der Peripherie befinden. Unten ist das Gehäuse rundlich. Die Nähte sind eingedrückt. Das Protoconch hat Radialrippen und gelegentlich ein Spiralgewinde. Das Teleoconch hat enge bis sehr weit auseinanderliegende, gebogene, hervorstehende Radialrippen. Die oval-halbmondförmige Mündung ist breiter als hoch und am oberen Rand abgeflacht. Der Nabel ist sehr eng bis mäßig breit.
Die Schnecken sind grau bis schwarz und der Schneckenfuß ist lindgrün bis grau.

## Verbreitung und Lebensraum
Das Vorkommen ist auf die oberen Hänge oder auf die Gipfel des Mount Gower und des Mount Lidgbird beschränkt. Die Arten leben im Laubstreu oder kriechen auf freiliegenden Felsoberflächen.

## Arten
Es werden drei gültige Arten unterschieden:
- Pseudocharopa exquisita wurde 1914 in größeren Mengen am Gipfel des Mount Lidgbird gesammelt und gilt seitdem als möglicherweise ausgestorben.
- Pseudocharopa ledgbirdi bewohnt den Regenwald am Mount Lidgbird und am Mount Gower. Die Art ist vom Aussterben bedroht.
- Pseudocharopa whiteleggei ist vom Aussterben bedroht. Fundorte dieser Art sind am Mount Lidgbird, am Mount Gower, am Little Slope und am Goat House.

Der taxonomische Status von Pseudocharopa balli ist noch nicht hinreichend geklärt. Es könnte sich um ein Synonym von Pseudocharopa ledgbirdi handeln oder um eine eigenständige Art.